# Thamnophilus bridgesi
Thamnophilus bridgesi là một loài chim trong họ Thamnophilidae.